# St. Ansgar (Iowa)
St. Ansgar est une ville du comté de Mitchell, en Iowa, aux États-Unis. Elle est incorporée le 9 février 1876. La ville est nommée en l'honneur d'Anschaire de Brême, en allemand : Ansgar, saint des Églises catholique romaine, anglicane et orthodoxe.

## Source de la traduction
- (en) Cet article est partiellement ou en totalité issu de l’article de Wikipédia en anglais intitulé « St. Ansgar, Iowa » (voir la liste des auteurs).